# جيك سيمونز جونيور
جيك سيمونز جونيور (بالإنجليزية: Jake Simmons, Jr.)‏ هو سمسار ورائد أعمال أمريكي، ولد في 17 يناير 1901 في هاسكل في الولايات المتحدة، وتوفي في 24 مارس 1981 في تلسا في الولايات المتحدة.